# LIVE at Zepp Osaka E・Y・E
LIVE at Zepp Osaka E・Y・Eは、2002年2月22日と2月23日に行われたWEST SIDEのコンサートである。

## 概要
関西テレビ「紳助の人間マンダラ」から生まれたランディーズ、ロザン、キングコングによるユニットWEST SIDEによる最初で最後のコンサート。

### 開催日
- 開催日時：2002年2月22日、2月23日
- 会場：Zepp Osaka

## TV放送
- 「WEST SIDE LIVE at Zepp Osaka」（2002年3月23日、関西テレビ）
  - TV放送されたw-indsやDA PUMPなどの曲はDVD/ビデオには収録されていない。

## 映像ソフト
2002年5月9日にDVDとVHS（ボーナス映像なし）が発売。初回限定盤にはWEST SIDEのステッカー封入。

### 曲目
1. オープニング
2. Right Here,Right Now（Single Version）
3. 18
4. SWAY
5. DAILY
6. Hit The Rosd Jack
7. Answer For Your Love
8. I'll Be〜それぞれのFieldへ〜
9. I'm in love with you
10. SENSATION
11. Right Here,Right Now(Album Version)
12. WEST LOVE SHINE
13. MISSING
14. DVDボーナス映像　爆笑MC、未公開テイク、素顔の舞台裏など